# Årsvatten
Årsvatten är en sjö i Strömstads kommun i Bohuslän och ingår i Strömsån-Enningdalsälvens kustområde. Sjöns area är 0,013 kvadratkilometer och den befinner sig 40 meter över havet.